# Список бронетехники СССР Второй мировой войны
В список бронетехники СССР Второй мировой войны вошла бронетехника СССР, произведённая не только в период Великой Отечественной войны, но и в предвоенное время, которая использовалась на ранней стадии войны. Опытные и не вошедшие в серийное производство образцы не вошли в список.

## Танкетки
| Тип  | Изображение | Принят на вооружение | Количество выпущенных, шт. | Примечания |
| ---- | ----------- | -------------------- | -------------------------- | --- |
| Т-27 |             | 1931                 | 3295                       | В ходе 1941 года большая часть Т-27 была брошена в бой и была потеряна. Последние встречающиеся упоминания об их боевом применении — бои под Москвой (где Т-27 использовались и как танки поддержки пехоты, и как тягачи для противотанковых пушек) и в Крыму. |

## Малыеилёгкие танки
| Тип         | Изображение | Принят на вооружение | Количество выпущенных, шт. | Примечания |
| ----------- | ----------- | -------------------- | -------------------------- | --- |
| Т-18 (МС-1) |             | 1927                 | 959                        | Танки МС-1 или Т-18 в незначительном количестве ещё оставались в войсках в боеспособном состоянии, к началу Великой Отечественной войны и использовались на начальных её этапах. |
| T-26        |             | 1931                 | 11 218                     | Советский танк, при создании которого в качестве образца схемы использовался английский танк «Vickers Mk E», закупленного в 1930 году. Наиболее интенсивное использование танков этого типа было в ходе советско-финской войны в 1940 году, а также в 1941 году во время битвы за Москву.                                                                                                |
| БТ-2        |             | 1932                 | 620                        | К 1 июня 1941 года на вооружении РККА имелось 580 линейных разведывательных танков БТ-2, в том числе 396 в западных округах. |
| БТ-5        |             | 1933                 | 1836                       | Глубокая модернизация танка БТ-2 |
| БТ-7        |             | 1935                 | 5328                       | Танки БТ-7 поступали преимущественно на вооружении танковых бригад танковых корпусов, а также в отдельные танковые бригады и предназначались для развития прорыва в глубину обороны противника. |
| Т-37А       |             | 1933                 | 2552                       | Т-37А также принимали участие в боях начального периода Великой Отечественной войны, однако большинство из них достаточно быстро было потеряно. Единичные уцелевшие танки этого типа воевали на фронте вплоть до 1944 года включительно, а в тыловых учебных частях и подразделениях они применялись вплоть до окончания войны.                                                          |
| Т-38        |             | 1936                 | 1340                       | Среди модельного ряда советских танков конца 1930-х годов Т-38 являлся одной из наименее боеспособных машин с практически отсутствующим модернизационным потенциалом. Машина имела слабое даже по меркам того времени вооружение и бронирование, неудовлетворительные показатели мореходности, что ставило под сомнение возможность её использования в десантных и амфибийных операциях. |
| Т-40        |             | 1939                 | 722                        | Т-40 принял активное участие в боях Великой Отечественной войны в 1941—1942 годах. |
| Т-50        |             | 1941                 | от 65 до 75                | По совокупности своих боевых, технических и эксплуатационных свойств Т-50 считается одним из лучших танков мира в своём классе. |
| Т-60        |             | 1941                 | 5920                       | Производство Т-60 продолжалось до февраля 1943 года, когда он был заменён на сборочных линиях более мощным лёгким танком Т-70. До настоящего времени сохранилось не более пяти подобных танков в музеях России и Финляндии. |
| Т-70        |             | 1942                 | 8231                       | Апогеем боевой службы Т-70 стала Курская битва, после чего они стали исчезать из частей Красной армии, хотя отдельные экземпляры использовались вплоть до конца войны. По количеству выпущенных машин Т-70 стал вторым по численности типом лёгких танков в Красной армии 1941—1945 гг.                                                                                                  |
| Т-80        |             | 1942                 | от 75 до 85                | Из-за ненадёжной работы двигательной установки, слабого на 1943 год вооружения и большой надобности РККА в самоходных установках СУ-76М Т-80 был снят с производства. |

## Средние танки
| Тип     | Изображение | Принят на вооружение | Количество выпущенных, шт. | Примечания |
| ------- | ----------- | -------------------- | -------------------------- | --- |
| Т-28    |             | 1933                 | 503                        | Первый в СССР средний танк, запущенный в массовое производство. Использовался в Польском походе РККА и Зимней войне, где показали весьма высокие боевые качества. |
| Т-34-76 |             | 1940                 | 33 929                     | Благодаря своим боевым качествам Т-34 был признан рядом специалистов лучшим средним танком Второй мировой войны. При его создании советским конструкторам удалось найти оптимальное соотношение между основными боевыми, эксплуатационными и технологическими характеристиками. Танк Т-34 является самым известным советским танком и одним из самых узнаваемых символов Второй мировой войны. |
| Т-44    |             | 1944                 | 1823                       | Серийное производство Т-44 началось в 1944 году, однако в ходе Великой Отечественной войны оно велось в ограниченных масштабах с целью не допустить сокращения выпуска Т-34-85 в период осуществления масштабных наступательных операций. |
| Т-34-57 |             | 1941                 | 50                         | Танк — истребитель. Установленное на нём 57 мм орудие ЗИС-4 (ЗИС-4М) могло пробивать броню до 98 мм на расстоянии 1000 м. Серийное производство Т-34-57 велось в 1941 и 1943 годах в ограниченных масштабах. |
| Т-34-85 |             | 1944                 | более 35 000               | Являлся одним из основных советских танков Второй мировой войны, а после её окончания составлял основу танковых войск Советской армии вплоть до середины 1950-х годов. |

## Тяжёлые танки
| Тип   | Изображение | Принят на вооружение | Количество выпущенных, шт. | Примечания |
| ----- | ----------- | -------------------- | -------------------------- | --- |
| Т-35  |             | 1933                 | 61                         | Пятибашенные танки Т-35 принимали участие в боевых действиях начального этапа Великой Отечественной войны, однако очень быстро были потеряны, в основном из-за неисправностей. |
| КВ-1  |             | 1940                 | 2769                       | Выпускался с марта 1940 года по август 1942 года. Принимал участие в войне с Финляндией и Великой Отечественной войне. |
| КВ-2  |             | 1940                 | 334                        | Эта боевая машина была разработана в январе 1940 года в связи с острой необходимостью Рабоче-крестьянской Красной армии (РККА) в хорошо защищённом танке с мощным вооружением для борьбы с фортификациями линии Маннергейма во время советско-финской войны 1939—1940 гг. |
| КВ-1С |             | (1942)               | 1085                       | Эта боевая машина была разработана в связи с жалобами командиров Красной армии на низкую подвижность и надёжность исходного варианта тяжёлого танка КВ-1: |
| КВ-85 |             | 1943                 | 148                        | Эта боевая машина была разработана в связи с появлением у противника новых тяжёлых танков «Тигр». Индекс 85 означает калибр основного вооружения машины. |
| ИС-1  |             | 1943                 | 130                        | Тяжёлые танки ИС-1 и ИС-2 ведут свою родословную от тяжёлого танка КВ-1 и среднего танка тяжёлого бронирования КВ-13. Аббревиатура ИС означает «Иосиф Сталин». |
| ИС-2  |             | 1944                 | 3475                       | В целом танк полностью оправдал ожидания командования как средство качественного усиления частей и подразделений, предназначенных для прорыва заблаговременно и хорошо укреплённых полос противника, а также штурмов городов. |
| ИС-3  |             | 1945                 | 2311                       | Вопреки расхожему мнению, встречающемуся в устаревших источниках, танки ИС-3 не применялись в боевых действиях Второй мировой войны, но 7 сентября 1945 года один танковый полк, на вооружении которого состояли эти боевые машины, принял участие в параде частей Красной Армии в Берлине в честь окончания Второй мировой войны, где произвёл сильное впечатление на западных союзников СССР по антигитлеровской коалиции. |

## Огнемётные танки
| Тип        | Изображение | Принят на вооружение | Количество выпущенных, шт. | Примечания |
| ---------- | ----------- | -------------------- | -------------------------- | --- |
| ХТ-26      |             | 1932                 | более 615                  | Советский лёгкий химический (огнемётный) танк, созданный на базе лёгкого танка Т-26. |
| КВ-6       |             | 1941                 | ~4                         | Советский тяжёлый огнемётный танк. |
| КВ-8 КВ-8С |             | 1942                 | ~ 139                      | Предназначенные для прорыва обороны противника. |
| ОТ-34      |             | 1942                 | 1170                       | ОТ-34 — был создан на базе Т-34. В отличие от линейного танка, был вооружён автоматическим пороховым поршневым огнемётом АТО-41, расположенным на месте курсового пулемёта, что, например, по сравнению с решением для КВ-8, позволило сохранить 76-мм пушку. |

## Эрзац-танки (бронетракторы)
| Тип  | Изображение | Принят на вооружение | Количество выпущенных, шт. | Примечания |
| ---- | ----------- | -------------------- | -------------------------- | --- |
| НИ-1 |             | 1941                 | около 60                   | Танк «На испуг» (НИ-1) — эрзац-танк (бронетрактор), выпускавшийся во времена обороны Одессы в 1941 году и представляющий собой обычный артиллерийский тягач, обшитый листами брони, с установленным лёгким стрелковым или пушечным вооружением. Подобные машины также выпускались рядом других тракторных заводов в попытке хоть как-то смягчить сильнейшую нехватку танков. |

## Лёгкие САУ
| Тип   | Изображение | Принят на вооружение | Количество выпущенных, шт. | Примечания                                                                                                 |
| ----- | ----------- | -------------------- | -------------------------- | --- |
| СУ-76 |             | 1942                 | 14 292                     | СУ-76 предназначалась для огневой поддержки пехоты в роли лёгкого штурмового орудия и противотанковой САУ. |

## Средние САУ
| Тип    | Изображение | Принят на вооружение | Количество выпущенных, шт. | Примечания |
| ------ | ----------- | -------------------- | -------------------------- | --- |
| СУ-122 |             | 1942                 | 638                        | СУ-122 использовались в роли штурмовых орудий для огня прямой наводкой, случаи ведения ими огня с закрытых позиций были редки. Чаще всего СУ-122 применялись для поддержки танковых частей, идя в атаку вместе с ними и уничтожая противотанковые орудия и другие помехи наступлению. |
| СУ-76и |             | 1943                 | 210                        | Средняя по массе самоходно-артиллерийская установка класса штурмовых орудий на базе захваченных Красной Армией немецких танков Pz Kpfw III и САУ StuG III. |
| СУ-85  |             | 1943                 | 2650                       | СУ-85 средняя по массе самоходно-артиллерийская установка, относящаяся к классу истребителей танков. |
| СУ-100 |             | 1944                 | от 4772 до 4976            | Первое боевое применение СУ-100 состоялось в январе 1945 года, и в дальнейшем СУ-100 использовались в ряде операций Великой Отечественной и Советско-японской войны, но в целом их боевое применение было ограниченным.                                                               |

## Тяжёлые штурмовые самоходные орудия
| Тип      | Изображение | Принят на вооружение | Количество выпущенных, шт. | Примечания |
| -------- | ----------- | -------------------- | -------------------------- | --- |
| СУ-152   |             | 1943                 | 670                        | Боевой дебют СУ-152 состоялся летом 1943 года в сражении на Курской Дуге, где она проявила себя как эффективный истребитель новых тяжёлых немецких танков и САУ.                                                                                           |
| ИСУ-152  |             | 1943                 | 2825                       | В целом ИСУ-152 являлась довольно успешным образцом универсальной тяжёлой самоходно-артиллерийской установки. Отмеченные выше в разделе Боевое применение особенности и долгая служба машины в Советской армии служат этому дополнительным подтверждением. |
| ИСУ-122  |             | 1943                 | 1735                       | ИСУ-122 широко применялись на завершающем этапе Великой Отечественной войны в роли мощного истребителя танков и штурмового орудия. |
| ИСУ-122С |             | 1944                 | 675                        | ИСУ-122С использовалась во всех функциональных областях применения самоходной артиллерии. |

## Эрзац-САУ
| Тип    | Изображение | Принят на вооружение | Количество выпущенных, шт. | Примечания |
| ------ | ----------- | -------------------- | -------------------------- | --- |
| ЗИС-30 |             | 1941                 | около 90                   | Лёгкая противотанковая САУ открытого типа. |
| ХТЗ-16 |             | 1941                 | от 70 до 100               | Представлял собой обычный сельскохозяйственный гусеничный трактор, обшитый листами брони, с установленным пушечным и пулемётным вооружением. Основными недостатками ХТЗ-16, как и всех бронетракторов, были низкая скорость, высокий силуэт, слабая бронированость, плохая обзорность в ходе боя и неподвижная пушка. |

## Зенитные самоходные установки
| Тип    | Изображение | Принят на вооружение | Количество выпущенных, шт. | Примечания |
| ------ | ----------- | -------------------- | -------------------------- | --- |
| ЗСУ-37 |             | 1944                 | 70                         | ЗСУ-37 была первой серийной советской бронированной зенитной самоходной установкой на гусеничном шасси, идеально подходящей для защиты от атак с воздуха мобильных подразделений. ЗСУ-37 участия в реальных боях Второй мировой войны не принимала. |

## Реактивные системы залпового огня
| Тип      | Изображение | Принят на вооружение | Количество выпущенных, шт. | Примечания |
| -------- | ----------- | -------------------- | -------------------------- | --- |
| БМ-8-24  |             | 1942                 | ?                          | Выпущенные машины участвовали в боях 1942-43 гг. и были хорошо приняты в войсках из-за лучшей защищённости и проходимости по сравнению с «Катюшами» на базе грузовых автомобилей. |
| БМ-13-16 |             | 1939                 | ?                          | Катюша — неофициальное название боевых машин реактивной артиллерии БМ-8 (82 мм), БМ-13 (132 мм) и БМ-31 (310 мм).                                                                 |

## Бронеавтомобили
| Тип       | Изображение | Принят на вооружение | Количество выпущенных, шт. | Примечания |
| --------- | ----------- | -------------------- | -------------------------- | --- |
| БА-27     |             | 1928                 | 215                        | Большая часть машин, находившаяся в приграничных частях, была потеряна в первые недели войны. |
| ФАИ       |             | 1933                 | более 1000                 | Бронеавтомобиль выполнен на шасси легкового автомобиля «Форд-А» (ФАИ) или ГАЗ-М1 (ФАИ-М). |
| БА-20     |             | 1936                 | 2114                       | Создан в 1936 году на шасси легкового автомобиля ГАЗ-М1. |
| БА-3 БА-6 |             | 1936                 | 386                        | БА-3 и БА-6 встречались в войсках, как минимум, до середины 1942 года. |
| БА-30     |             | 1937                 | —                          | Произведена небольшая серия. |
| БА-10     |             | 1938                 | 3413                       | Использовался советскими войсками в боях на Халхин-Голе, Советско-финской войне и на всём протяжении Великой Отечественной войны |
| БА-64     |             | 1942                 | 9110                       | БА-64 был создан на шасси полноприводного легкового автомобиля ГАЗ-64. Бронеавтомобиль активно использовались советскими войсками с лета 1942 года и вплоть до конца войны, преимущественно в роли разведывательных машин, но также и для непосредственной поддержки пехоты. |

## Аэросани
| Тип         | Изображение | Принят на вооружение | Количество выпущенных, шт. | Примечания |
| ----------- | ----------- | -------------------- | -------------------------- | --- |
| НКЛ-16      |             | 1937                 | ?                          | Аэросани НКЛ-16 широко использовались на фронтах Великой Отечественной войны, особенно в зиму 1941/42 года. Они применялись для оперативной связи, доставки военных грузов, на них осуществлялись патрульные, десантные и боевые операции. При переброске десантов аэросани не только принимали бойцов с полным вооружением на борт, но и буксировали на специальных тросах 18—20 лыжников. |
| НКЛ-26      |             | 1941                 | ?                          | Сани НКЛ-26 имели бронированный корпус, обеспечивающий противопульную и противоосколочную защиту, и были вооружены одним пулемётом ДТ (Дегтярёв танковый) калибра 7,62 мм на турели, обеспечивающей круговой сектор обстрела. В движение сани приводились двигателем М-11, аналогичным устанавливаемому на самолёте По-2.                                                                   |
| РФ-8-ГАЗ-98 |             | 1941                 | ?                          | Аэросани были приняты к серийному производству на филиале автомобильного завода ГАЗ |

## Артиллерийские тягачи
| Тип               | Изображение | Принят на вооружение | Количество выпущенных, шт. | Примечания |
| ----------------- | ----------- | -------------------- | -------------------------- | --- |
| Т-20 «Комсомолец» |             | 1937                 | 7780                       | Тягачи Т-20 участвовали в боях с Японией у озера Хасан в 1938, у реки Халхин-Гол в 1939, в Советско-финской и Великой Отечественной войне. |
| T-26T             |             | 1937                 | 211                        | Артиллерийский тягач был создан на базе T-26                                                                                               |
| Коминтерн         |             | 1934                 | 568                        | Коминтерн был создан на базе Т-24 |
| Ворошиловец       |             | 1939                 | 1123                       | Тяжёлый артиллерийский тягач «Ворошиловец» был создан на базе T-24                                                                         |
| Сталинец-2        |             | 1939                 | 1275                       | С-2 буксировали всё: от зенитных пушек до гаубиц, а также выводили на ремонт подбитые лёгкие и средние танки.                              |

## Танки, полученные от союзников поленд-лизу
| Тип       | Изображение | Принят в СССР на вооружение | Количество поставленных танков | Примечания |
| --------- | ----------- | --------------------------- | ------------------------------ | --- |
| Стюарт    |             | 1942                        | 1681                           | Во Второй мировой войне «Стюарт» активно использовался войсками США, а также в значительных количествах поставлялся по программе ленд-лиза в Великобританию, СССР, Китай, войскам «Свободной Франции» и НОАЮ. См. также: Восточный фронт.                                                                                                |
| M3 Ли     |             | 1942                        | ~ 1300                         | Всего, в различных вариантах, было выпущено 6258 M3. Около 2/3 выпущенных M3 были переданы другим странам, почти исключительно Великобритании и СССР, по программе ленд-лиза. |
| Шерман    |             | 1942                        | 4248                           | В Советский Союз было поставлено 4248 танка «Шерман» разных вариантов: • M4A2 — 1990 единиц; • M4A2(76)W — 2073 единицы; • M4A4 — 2 единицы. Пробные поставки. От заказа отказались по причине бензиновых двигателей; • M4A2(76)W HVSS — 183 единицы. Поставлены в мае—июне 1945 года, в боевых действиях в Европе участия не принимали; |
| Матильда  |             | —                           | 1084                           | До окончания производства в августе 1943 года, в Великобритании было всего выпущено 2987 танков «Matilda II», из которых 1084 штуки были отправлены по ленд-лизу в СССР, а 918 прибыли в СССР (остальные погибли в пути). |
| Валентайн |             | 1941                        | 3782                           | В СССР было отправлено 3782 танка, или 46 % всех выпущенных «Валентайнов», в том числе почти все произведённые в Канаде машины. |
| Черчилль  |             | —                           | 301                            | Пехотный танк армии Великобритании периода Второй мировой войны, тяжёлый по массе. |